# Арпад Орбан
Арпад Орбан (угор. Orbán Árpád; 14 березня 1938, Дьйор — 26 квітня 2008, Дьйор) — угорський футболіст, що грав на позиції півзахисника.
Виступав, зокрема, за клуб «Дьйор», а також олімпійську збірну Угорщини.

## Клубна кар'єра
У 1953 році розпочав свою кар'єру виступами в складі молодіжної команди клубу «Дьйор Пошташ». Першим значним успіхом в кар'єрі молодого гравця стало чемпіонство в молодіжній першості 1956 року. У дорослому футболі дебютував 1959 року виступами за команду клубу «Дьйор», кольори якої і захищав протягом усієї своєї кар'єри гравця, що тривала чотирнадцять років. Більшість часу, проведеного у складі «Дьйора», був основним гравцем команди. Виступав у команді під керівництвом двох видатних угорських футболістів, Нандора Хідегкуті та Ференца Суси.
В 1963 року в складі «Дьйору» став переможцем угорського чемпіонату. В період з 1965 по 1967 роки тричі поспіль ставав переможцем Кубку Угорської Народної Республіки. В 1967 році разом з командою пробився до 1/4 фіналу Кубку володарів кубків. У 1972 році завершив кар'єру гравця. Протягом своєї кар'єри зіграв 285 матчів та відзначився 8-ма голами. Помер 26 квітня 2008 року на 71-му році життя у місті Дьйор.

## Виступи за збірну
В 1963 році, після перемоги в національному чемпіонаті «Дьйора», привернув до себе увагу тренерів олімпійської збірної Угорщини. 1964 року захищав кольори цієї команди на Олімпійських іграх 1964 року, на якій став олімпійським чемпіоном. У складі олімпійської збірної Угорщини провів 11 матчів.

## Після завершення кар'єри гравця
Працював тренером у Спортивному коледжі «Освіта» при Університеті Земмельвайса. У 1975 році він був призначений керівником Раба ЕТО, а також працював тренером юніорської команди ЕТО в 1985—1990 роках. З 1991 по 1994 роки працював на посаді директора ЕТО. З 1998 року був почесним членом Футбольної асоціації медьє Дьйор-Мошон-Шопрон, входив до її керівних органів.

## Особисте життя
Його дочка, Орбан Чиля, в 1980-х роках виступала в гандбольній команді

## Досягнення

### Клубні
- Чемпіонат Угорщини
  -  Чемпіон (1): 1963

- Кубок Угорської Народної Республіки
  -  Володар (3): 1965, 1966, 1967

### У національній збірній
- Літні Олімпійські ігри
  -  Чемпіон (1): 1964